# Équipe cycliste MG Maglificio
 (février 2025).
Si vous disposez d'ouvrages ou d'articles de référence ou si vous connaissez des sites web de qualité traitant du thème abordé ici, merci de compléter l'article en donnant les références utiles à sa vérifiabilité et en les liant à la section « Notes et références ».
L'équipe cycliste Riso Scotti–MG Maglificio est une ancienne équipe cycliste italienne ayant existé de 1992 à 1998.

## Évolution du nom de l'équipe
- 1992-1993 : GB-MG Boys Maglificio-Bianchi
- 1994 : GB-MG Boys Maglificio-Technogym-Bianchi
- 1995-1997 : MG Boys Maglificio-Technogym[1]

Fin de l'équipe : 
- 1998 : Fusion avec l'équipe Batik pour devenir Riso Scotti-MG Maglificio

## Histoire de l'équipe

### Des débuts prometteurs (1992-1993)
L'équipe a été fondée en 1992 à la suite d'une fusion entre l'équipe belge Tonton Tapis-GB, dirigée par Roger De Vlaeminck, et l'Italienne Del Tongo-MG Boys Maglificio, dirigée par les directeurs sportifs Paolo Abetoni et Enrico Paolini. Le premier sponsor est la chaîne belge de supermarchés GB, soutenue par le fabricant textile italien MG Boys et par la marque de cycles Bianchi.
La première saison, l'effectif de l'équipe est composé en grande partie du noyau de Del Tongo avec quelques stars : Fabio Baldato, Franco Ballerini, Mario Cipollini et Franco Chioccioli (le vainqueur du Tour d'Italie 1991), ainsi que des coureurs de Tonton Tapis tels que Patrick Jacobs et le néo-professionnel Davide Rebellin. Les principaux résultats viennent du sprinteur Cipollini, triomphant à Gand-Wevelgem et remportant également quatre étapes du Tour d'Italie, et de Chioccioli, troisième au Giro.
En 1993, Johan Museeuw, spécialiste des courses d'un jour, est embauché : le Belge remporte d'importantes victoires comme le Tour des Flandre et Paris-Tours. Fabio Baldato remporte trois étapes au Tour d'Italie, tandis que le polonais Zenon Jaskuła est troisième du Tour de France et remporte une étape. L'équipe GB-MG remporte également le contre-la-montre par équipe.

### Affaire de dopage et fin de l'équipe (1997)
Sur le Tour d'Italie en juin 1997, après la 18ème étape arrivant à Cavalese, l'équipe MG loge dans un hotel à Carano. Le même jour, l’hôtel fait l'objet d'une perquisition de la police italienne chargée des affaires sanitaires (NAS), qui enquête sur un trafic de produits dopants dans des salles de sport italiennes. Les enquêteurs retrouvent des boîtes de produits dopants (EPO synthétique, hormones de croissance, testostérone) dans le camion et la chambre du masseur de l'équipe.
Quant au manageur de l'équipe, Giancarlo Ferretti, il explique utiliser ces médicaments « pour améliorer ses performances sexuelles ».
Les sponsors MG et Technogym annoncent alors immédiatement ne plus souhaiter poursuivre son partenariat pour 1998. L'équipe est finalement dissoute après le Tour de France.

## Principaux coureurs
Ce tableau présente les résultats obtenus au sein de l'équipe par une sélection de coureurs qui se sont distingués soit par le rôle de leader ou de capitaine de route qui leur a été attribué pendant tout ou partie de leur passage dans l'équipe (comme Johan Museeuw), soit en remportant une course majeure pour l'équipe (comme Michele Bartoli, double vainqueur de Liège-Bastogne-Liège en 1996 et 1997), soit encore par leur place dans l'histoire du cyclisme en général (comme Gilberto Simoni, vainqueur du Tour d'Italie en 2001 et 2003).
| Nom              | Naissance | Nationalité | Arrivée | Départ | Résultats pour l'équipe |
| ---------------- | --------- | ----------- | ------- | ------ | ----------------------- |
| Fabio Baldato    | 1968      | Italie      | 1992    | 1997   |                         |
| Franco Ballerini | 1964      | Italie      | 1992    | 1993   |                         |
| Carlo Bomans     | 1963      | Belgique    | 1992    | 1994   |                         |
| Mario Cipollini  | 1967      | Italie      | 1992    | 1993   |                         |
| Davide Rebellin  | 1971      | Italie      | 1992    | 1995   |                         |
| Andreï Tchmil    | 1963      | Moldavie    | 1992    | 1993   |                         |
| Johan Museeuw    | 1965      | Belgique    | 1993    | 1994   |                         |
| Wilfried Peeters | 1964      | Belgique    | 1993    | 1994   |                         |
| Gianni Bugno     | 1964      | Italie      | 1995    | 1996   |                         |
| Michele Bartoli  | 1970      | Italie      | 1996    | 1997   |                         |
| Pascal Richard   | 1964      | Suisse      | 1994    | 1996   |                         |
| Paolo Bettini    | 1974      | Italie      | 1997    | 1997   |                         |
| Gilberto Simoni  | 1971      | Italie      | 1997    | 1997   |                         |
| Matteo Tosatto   | 1974      | Italie      | 1997    | 1997   |                         |

## Principales victoires

### Compétitions internationales
Contrairement aux autres courses, les championnats du monde de cyclisme sur route et les Jeux olympiques sont disputés par équipes nationales et non par équipes commerciales.
Jeux olympiques
- Course en ligne : 1
  - 1996  (Pascal Richard)

### Classiques
- - Gand-Wevelgem : 1992 et 1993 (Mario Cipollini), 1994 (Wilfried Peeters)
  - Grand Prix E3 : 1993 (Mario Cipollini),
  - Tour des Flandres : 1993 (Johan Museeuw), 1996 (Michele Bartoli)
  - Paris-Tours : 1993 (Johan Museeuw)
  - Amstel Gold Race : 1994 (Johan Museeuw)
  - Leeds International Classic : 1995 (Maximilian Sciandri)
  - Grand Prix de Plouay : 1995 (Rolf Jaermann)
  - Liège-Bastogne-Liège : 1996 et 1997 (Michele Bartoli)

### Courses par étapes
- - Tour de Suisse : 1994 (Pascal Richard)
  - Tour de Romandie : 1994 (Pascal Richard)

### Grands tours
| - Tour de France : - 6 participations (1992, 1993, 1994, 1995, 1996, 1997) - 10 victoires d'étapes : - 1 en 1992 : Franco Chioccioli - 3 en 1993 : Mario Cipollini, Zenon Jaskuła, contre-la-montre par équipes - 2 en 1994 : Rolf Sørensen, contre-la-montre par équipes - 2 en 1995 : Fabio Baldato, Maximilian Sciandri - 2 en 1996 : Pascal Richard, Fabio Baldato | - Tour d'Italie - 6 participations (1992, 1993, 1994, 1995, 1996, 1997) - 20 victoires d'étapes : - 7 en 1992 : Mario Cipollini (3), Franco Vona (2), Franco Chioccioli (2) - 3 en 1993 : Fabio Baldato (3) - 3 en 1994 : Marco Saligari, Maximilian Sciandri, Pascal Richard - 3 en 1995 : Rolf Sørensen, Pascal Richard (2) - 3 en 1996 : Fabiano Fontanelli, Pascal Richard, Gianni Bugno - 1 en 1997 : Fabiano Fontanelli - 2 classements annexes : - Classement par points : 1992 (Mario Cipollini) - Grand Prix de la montagne : 1994 (Pascal Richard) | - Tour d'Espagne - 1 participation (1996) - 3 victoires d'étapes : - 3 en 1996 : Fabio Baldato (2), Gianni Bugno |

### Championnats nationaux
- Championnats d'Italie sur route : 1
  - Course en ligne : 1995 (Gianni Bugno)